# Jette Plesner Dali
Jette Plesner Dali (født 4. november 1948) er lægesekretær og kandidat ved EU-Parlamentsvalget 2009 for Dansk Folkeparti. Hun bor på Frederiksberg.
Jette Plesner Dali har markeret sig i debatten om kvinders rettigheder i forhold til islam. Hun var næstformand for Kvinder for Frihed, men blev ekskluderet fra foreningen i januar 2007 da hun insisterede på at et tilfælde af en ulovlig kvindeomskæring skulle politianmeldes.
Jette Plesner Dali var først medlem af det Radikale Venstre, hvor hun var fortaler for at indføre en ekslusionsparagraf så den angiveligt militante islamist Mona Sheikh kunne ekskluderes. Dali meldte sig derefter ind i Venstre og var ved kommunalvalget 2005 kandidat for Venstre i Frederiksberg kommune. Hun var formand for integrationsudvalget i Venstre på Frederiksberg, indtil hun i 2007 skiftede til Dansk Folkeparti.
Siden folketingsvalget 2007 har Jette Plesner Dali været Dansk Folkepartis kandidat i Favrskovkredsen, Østjyllands Storkreds og er nu folketingssuppleant for Per Dalgaard, der indtrådte i Folketinget som Morten Messerschmidts afløser.
Jette Plesner Dali var formand for Dansk Folkeparti, Frederiksberg, og var her opstillet på Dansk Folkepartis opstillingsliste til kommunalvalget på Frederiksberg til november, 2009.
Dali var desuden bestyrelsesmedlem i Trykkefrihedsselskabet. Hun var formand for foreningen Forum for kvinders retsstilling og integration, som blev stiftet i 2003.